# Metrički navoj
Metrički navoj s trokutastim ISO profilom ima teorijski profil jednakostraničnog trokuta s kutom profila navoja 2β = 60°. Razlikuju se normalni i fini metrički navoji. Normalni metrički navoji se najviše upotrebljavaju u općoj strojogradnji, a prvenstveno kod pričvrsnih vijaka i matica. Fini metrički navoji koriste se u slučajevima kada se traži što manje slabljenje elemenata vijčanog spoja, velika sigurnost od odvijanja, mali i točni pomaci vijka ili matice u aksijalnom smjeru itd.
Osnovni profil navoja vijaka s metričkim navojem standardiziran je prema ISO 261, a dimenzije navoja prema ISO 724, odnosno DIN 13 T1 (normalni navoj) i DIN 13 T12 (fini navoj). Navoji su podijeljeni u tri reda prioriteta. Prvenstveno se koriste navoji prvog reda prioriteta, u posebnim slučajevima navoji drugog reda prioriteta, a samo iznimno trećeg.
Normalni metrički navoji označavaju se slovom M i nazivnim promjerom navoja d u mm, npr. M 20. Kod finih metričkih navoja uz oznaku se još dodaje i veličina koraka P u mm, npr. M 20 × 1,5. Ako se radi o lijevom navoju, oznaci navoja dodaje se i međunarodna oznaka LH (engl. left-hand), npr. M 20 X 1,5 LH.
| Nazivni promjer D (mm) | Nazivni promjer D (mm) | Korak navoja P (mm) | Korak navoja P (mm) |
| Prvi red prioriteta    | Drugi red prioriteta   | normalni            | fini                |
| ---------------------- | ---------------------- | ------------------- | ------------------- |
| 1                      |                        | 0,25                |                     |
| 1,2                    |                        | 0,25                |                     |
|                        | 1,4                    | 0,3                 |                     |
| 1,6                    |                        | 0,35                |                     |
|                        | 1,8                    | 0,35                |                     |
| 2                      |                        | 0,4                 |                     |
| 2,5                    |                        | 0,45                |                     |
| 3                      |                        | 0,5                 |                     |
|                        | 3,5                    | 0,6                 |                     |
| 4                      |                        | 0,7                 |                     |
| 5                      |                        | 0,8                 |                     |
| 6                      |                        | 1                   |                     |
|                        | 7                      | 1                   |                     |
| 8                      |                        | 1,25                | 1                   |
| 10                     |                        | 1,5                 | 1,25 ili 1 ili 0,75 |
| 12                     |                        | 1,75                | 1,5 ili 1,25        |
|                        | 14                     | 2                   | 1,5                 |

| Nazivni promjer D (mm) | Nazivni promjer D (mm) | Korak navoja P (mm) | Korak navoja P (mm) |
| Prvi red prioriteta    | Drugi red prioriteta   | normalni            | fini                |
| ---------------------- | ---------------------- | ------------------- | ------------------- |
| 16                     |                        | 2                   | 1,5                 |
|                        | 18                     | 2,5                 | 2 ili 1,5           |
| 20                     |                        | 2,5                 | 2 ili 1,5           |
|                        | 22                     | 2,5                 | 2 ili 1,5           |
| 24                     |                        | 3                   | 2                   |
|                        | 27                     | 3                   | 2                   |
| 30                     |                        | 3,5                 | 2                   |
|                        | 33                     | 3,5                 | 2                   |
| 36                     |                        | 4                   | 3                   |
|                        | 39                     | 4                   | 3                   |
| 42                     |                        | 4,5                 | 3                   |
|                        | 45                     | 4,5                 | 3                   |
| 48                     |                        | 5                   | 3                   |
|                        | 52                     | 5                   | 4                   |
| 56                     |                        | 5,5                 | 4                   |
|                        | 60                     | 5,5                 | 4                   |
| 64                     |                        | 6                   | 4                   |